# Catharina Heybeek
Catharina Heybeek, född 1764, död 1810, var en nederländsk journalist och redaktör. Hon var politiskt aktiv och dömdes 1798 till tre års fängelse för uppvigling. 
Catharina Heybeek tillhörde den grupp av radikala demokratiaktivister i Amsterdam som bedrev demokratisk agitation och opinion i tidskriften Nationaale Bataafsche Courant efter den bataviska republikens inrättande 1795. Då den nya konstitutionen skulle skrivas 1797 organiserade Johanna Jacoba van Beaumont en namninsamling till stöd för ett demokratiskt centraliserat system och lämnade in dem till nationalförsamlingen med tillägget att kvinnorna skulle vara villiga att strida till döden för ett sådant. Hon hade undertecknat det med namnet Catharina, vilket ledde till att Heybeek 1798 arresterades och dömdes för uppvigling i hennes ställe.